# Tractat de Kiakhta (1727)
|  | Per a altres significats, vegeu «Tractat de Kiakhta (1915)». |

El tractat de Kiakhta fou un dels primers tractats signats entre l'Imperi Rus i l'Imperi Qing. Establí acords comercials i fixa la frontera entre la Sibèria russa i els territoris Qing de Mongòlia i Manxúria. Fou signat per Tulišen i el comte Sava Vladislàvitx (Raguzinski) a la localitat fronterera de Kiakhta l'1 de novembre del 1727 (21 d'octubre en el calendari julià) i ratificat pel tsar Pere II de Rússia el 6 de juny del 1728.
El tractat de Kiakhta fixà la frontera entre la Xina i Rússia als rius Kiakhta i Argun. Juntament amb el tractat de Nértxinsk (1689) i el tractat d'Aigun (1858), contribuí a demarcar les fronteres actuals. Així mateix, tractava de les relacions jurídiques i comercials entre les dues nacions a la frontera; establia sancions per a crims concrets, incloent-hi un article sobre els intercanvis de fugitius. A més a més, els mercaders russos, les factories comercials i els ens assimilats es beneficiaven d'un cert grau d'extraterritorialitat i d'exempcions culturals. Entre altres disposicions, estaven exempts de pagar tribut a l'emperador xinès. El tractat es feu en tres versions, una en rus, una en llatí i una en manxú, però no n'existeix cap versió xinesa.
Es componia d'onze articles, els principals dels quals tractaven de les relacions comercials i la immunitat diplomàtica.
- Els articles I i XI parlaven de pau i cooperació perpètues entre les dues nacions i precisaven la llengua i l'organització de la resta del document.
- L'article II tractava de l'intercanvi de fugitius.
- Els articles III i VII fixaven les fronteres; només el territori adjacent a l'Ob, a l'est del riu Gorbitsa, no era atribuït. Segons el tractat, la sort d'aquest territori s'havia de determinar posteriorment a través d'ambaixadors o per correspondència entre les capitals de les dues nacions.
- L'article VI tractava de les relacions comercials; aquest tractat, entre d'altres, donava a Rússia avantatges comercials força superiors als de la majoria de països europeus, els mercaders dels quals arribaven per mar a Canton.
- L'article V autoritzava l'establiment d'una institució religiosa russa a Pequín.
- Els articles VI i IX precisaven els detalls de les relacions diplomàtiques entre les dues nacions, car cadascuna tenia un sistema complex de burocràcia i protocol.
- Els articles VIII i X concernien els mètodes i procediments per resoldre futurs conflictes.